# دوگانیتسا
دوگانیتسا (به صربی: Doganica) یک منطقهٔ مسکونی در صربستان است که در بوسیلگراد واقع شده‌است. دوگانیتسا ۵۰ نفر جمعیت دارد.